# Bronisław Siemieniecki
Bronisław Franciszek Siemieniecki (ur. 10 września 1950 w Toruniu) – polski profesor specjalizujący się w zastosowaniu komputerów w szeroko rozumianej humanistyce oraz pedagogice medialnej a szczególnie teorii konstruktywistyczno – kognitywistycznej edukacji medialnej (jest jednym z pionierów tej nauki w Polsce) oraz problemach roli i miejsca mediów w społeczeństwie informacyjnym.

## Zainteresowania badawcze
Przedmiotem badań jest stosowanie mediów w edukacji, nie tylko informatycznej, ale także humanistycznej, wykorzystanie technologii informacyjnej (technologii informacyjno – komunikacyjnej) w kształceniu, dokształcaniu i samokształceniu na odległość, problemy wpływu mediów na procesy poznawcze, stymulacja uczących się do myślenia twórczego z pomocą komputerów. Wykorzystanie komputerów w procesie kształcenia a szczególnie w procesie monitorowania dydaktycznego, diagnostyce i terapii a także problemy związane z pierwszym kontaktem uczącego się z komputerem. Zastosowania komputerów w rewalidacji osób niepełnosprawnych oraz badanie zagrożeń, jakie dotykają człowieka wraz z rozwojem technologii komunikacyjnej i ich wpływ na jednostkę oraz na społeczeństwo.

## Dorobek naukowy

### Dokonania na Uniwersytecie
W 1994 roku na Wydziale Pedagogicznym Uniwersytetu Warszawskiego obronił swoją rozprawę habilitacyjną pt. „Przekaz poglądowy i werbalny w procesie myślenia twórczego”.
W 1998 roku uzyskał tytuł profesora nauk humanistycznych nadawany przez prezydenta RP.
Od 2007 roku jest kierownikiem Katedry Dydaktyki i Mediów w Edukacji na Wydziale Nauk Pedagogicznych Uniwersytetu Mikołaja Kopernika w Toruniu.
Był wykładowcą na wydziale Humanistycznym UMK, na Wydziale Pedagogicznym Wyższej Szkoły Humanistyczno-Ekonomicznej we Włocławku, którego był dziekanem, w Wyższej Szkole Suwalsko-Mazurskiej im. Papieża Jana Pawła II, której był rektorem, w Szkole Wyższej im. Pawła Włodkowica.
Współpracował z University of Cantabria, The School of Information, University of Michigan w USA.
Zorganizował i sprawuje opiekę naukową nad Studium Podyplomowym „Metody komputerowe pedagogiki szkolnej”.
przygotowującym nauczycieli i pedagogów do efektywnego wykorzystania najnowszych osiągnięć techniki komputerowej w pracy dydaktycznej.
Jest pomysłodawcą i organizatorem cyklicznej konferencji odbywającej się w Toruniu "Technologia informacyjna w zmieniającej się edukacji”.
Przez osiem lat pełnił funkcję kierownika studiów doktoranckich na kierunku Pedagogika na Wydziale Humanistycznym Uniwersytetu Mikołaja Kopernika w Toruniu (od ich organizacji do 2007 roku).
Ponadto pełnił funkcje: wicedyrektora Instytutu Pedagogiki, kierownika Wyższych Studiów Licencjackich z Pedagogiki, specjalność: Technologia informacyjna w edukacji oraz opiekuna specjalizacji Metody komputerowe pedagogiki szkolnej na pięcioletnich studiach magisterskich.

### W obszarze teoretycznych podstaw pedagogiki medialnej
- Stworzył podstawy teoretyczne teorii kognitywistyczno – konstruktywistycznej pedagogiki medialnej, której podstawowe założenia zostały zaprezentowane w podręczniku pt. Pedagogikia medialna, wydanym przez PWN w Warszawie[potrzebny przypis].
- Opracował założenia kształcenia humanistów w tym przede wszystkim pedagogów w zakresie edukacji medialnej i technologii informacyjnej. Stworzona przez niego specjalność pedagogiczna „Komputery w edukacji“, stanowi ważny wkład do rozwoju pedagogiki medialnej[potrzebny przypis].
- Rozwinął teorię wiadomości w tej części, która dotyczy mechanizmów i zjawisk towarzyszących wykorzystaniu mediów do stymulowania uczących się do działań twórczych. Prowadzone badania obejmują wpływ mediów w tym komputerów na odbiorcę (min. badania wpływu mediów na obszar podkorowy mózgu)[potrzebny przypis].
- Jest autorem lub współautorem wielu publikacji poświęconych zagadnieniom związanym z wykorzystaniem nowoczesnych technologii informacyjnych w edukacji, w tym książek:
  - „Komputery i hipermedia w procesie edukacji dorosłych”
  - „Komputer w edukacji. Podstawowe problemy technologii informacyjnej w edukacji“
  - „Pedagogika medialna“
  - Jest autorem ponad 100 oryginalnych prac naukowych – w tym 61 o znaczeniu szczególnym dla pedagogiki medialnej[potrzebny przypis];

### W obszarze praktyki edukacyjnej
- Opracował podstawy teoretyczne oraz program pięcioetapowego kształcenia studentów kierunku „Pedagogika” w zakresie technologii informacyjnej i edukacji medialnej oraz wdrożył go do praktyki edukacyjnej w Instytucie Pedagogiki UMK w Toruniu[potrzebny przypis]. Obecnie specjalność ta realizowana jest w kilku uniwersytetach i wyższych uczeniach prywatnych[potrzebny przypis].
- W roku 1992 stworzył podstawy programowe Studium Podyplomowego „Metody komputerowe pedagogiki szkolnej“[potrzebny przypis]
- Zbudował ośrodek kształcenia, w którym szkolono m.in. w ramach programu Interklasa ponad 1200 nauczycieli w zakresie wykorzystania technologii informacyjnej w edukacji[potrzebny przypis].
- Stworzył założenia nowoczesnego programu kształcenia dla edukacji powszechnej wspartej technologią komputerową realizowanego w systemie kształcenia na odległość[potrzebny przypis].
- Stworzył założenia nowoczesnego programu kształcenia dla pedagogów w zakresie edukacji medialnej i edukacji informatycznej oraz komputerowej diagnostyki i terapii pedagogicznej[potrzebny przypis].
- W roku akademickim 2002- 2003 wspólnie z firmami Microsoft i Intel zrealizowł eksperyment dotyczący nowego programu technologii informacyjnej dla studentów uczelni wyższych pod nazwą „Nauczanie ku przyszłości“[potrzebny przypis].
- W roku 1995 został powołany na Dyrektora Micrografx Training and Didactic Center in Torun. Funkcję tę pełnił do 2000 roku. Centrum prowadziło badania nad zastosowaniem oprogramowania graficznego w polskiej edukacji.

## Praca redakcyjna
Jest twórcą jedynej w Polsce serii wydawniczej poświęconej problemom Technologii Informacji pod nazwą "Multimedialna Biblioteka Pedagogiczna". Dotychczas ukazało się trzydzieści sześć tomów z tej biblioteki, dalsze są w przygotowaniu redaktorskim. Biblioteka poświęcona jest wykorzystaniu technologii informacyjnej w edukacji oraz służy dyskusji naukowej nad wykorzystaniem nowoczesnych technologii komunikacyjnych w edukacji
Jest redaktorem naczelnym pisma naukowego „Kognitywistyka i media w edukacji” wydawanym przez Wydawnictwo Adama Marszałka w Toruniu, które jest poświęcone problemom przetwarzania informacji w mózgu.
Jest członkiem trzech zespołów redakcyjnych czasopism naukowych: „Komputer w edukacji”, „Kultura i edukacja”, „Ateneum”.

## Współpraca z Ministerstwem Edukacji Narodowej
W latach 1994–2001 przeprowadził liczne wykłady poświęcone dydaktyce ogólnej i dydaktyce mediów. Ministerstwo Edukacji Narodowej kilkakrotnie powierzało mu prowadzenie warsztatów komputerowych dla nauczycieli szkół podstawowych i średnich z całej Polski, które realizowane były w ramach OSI CompuTrain.
W 2008 r. został powołany przez minister Katarzynę Hall na członka Rady do Spraw Edukacji Informatycznej i Medialnej, organu pomocniczego Ministra Edukacji Narodowej, utworzonej na mocy Zarządzenia nr 14 z dnia 17 czerwca.